# Isaacus Erici
Isaacus Erici, född 7 oktober 1576 i Vadstena församling, död 17 juni 1650 i Östra Stenby församling, var en svensk präst.

## Biografi
Isaacus Erici föddes 1576 i Vadstena församling. Han var son till sadelmakaren Erik och Maria. Erici studerade vid Vadstena trivialskola och Nyköpings trivialskola. Han var under ett år skrivare på Rävsnäs kungsgård, Södermanland. Efter det fortsatte han sina studier i Vadstena och blev 1596 kollega vid Vadstena trivialskola. År 1599 blev han student vid Uppsala universitet och prästvigdes 1601 till huspredikant i Fyllingarum. Erici blev 1602 huspredikant på Händelö gård och 1605 slottspredikant och hospitalspredikant i Kalmar. År 1608 blev han hovpredikant på Bråborg hos Hertig Johan av Östergötland. Han blev 1610 kyrkoherde i Östra Stenby församling. Erici avled 1650 i Östra Stenby församling och begravdes i Östra Stenby kyrka den 20 söndagen efter trefaldighet av kyrkoherden Laurentius Laurinus i Häradshammars församling.

### Familj
Erici gifte sig första gången 20 oktober 1605 med Elisabet Gottfridsdotter (död 1623) från Händelö. De fick tillsammans 6 söner och 3 döttrar. Erici gifte sig andra gången 1624 med Kirstin Svensdotter. De fick tillsammans barnen Stephanus Sten (född 1625), slottsfogden Samuel Sten (1627–1691) i Uppsala, Sveno Sten (född 1629), Gustaf Sten (född 1631), Margareta Sten som var gift med kyrkoherden Ericus Ulff i Svinstads församling, 3 döttrar och 2 söner. Efter Ericis död gifte Kirstin Svensdotter sig med kyrkoherden Gudmundus Sporenius i Östra Stenby församling.